# Dauer 962 Le Mans
El Dauer 962 Le Mans fue un automóvil deportivo fabricado por Dauer Racing y basado en el sport prototipo Porsche 962, del cual se fabricaron 13 unidades. Su versión de competición es principalmente conocida por ganar las 24 Horas de Le Mans 1994.

## Especificaciones
El Dauer 962 Le Mans utiliza casi el mismo motor que el Porsche 962 de carrera: el Porsche Type-935 refrigerado por agua, 2994 cc plano de seis cilindros con dos turbocompresores Kühnle, Kopp und Kausch AG. Dado que el automóvil de carretera no tenía que cumplir con las regulaciones de la competición, se eliminó el restrictor de aire, lo que permitió una potencia de aproximadamente 730 PS (720 hp; 537 kW). También se mantuvo la caja de cambios original de cinco velocidades.
En 1998 se midió de forma independiente una velocidad máxima de 404,6 km/h. Otras cifras de rendimiento incluyeron un 0-100 km/h (62,1 mph) en 2,8 segundos y 0-200 km/h en 7,3 segundos. El Dauer 962 fue llamado el «automóvil de producción de calle más rápido del mundo» en la edición de septiembre de 2003 de la revista Evo. Le sucedió el Bugatti Veyron, que alcanzó los 408,47 km/h en 2007.

## Adaptación a las regulaciones viales
Dauer Racing (ahora Dauer Sportwagen) produjo el 962 Le Mans a partir de carrocerías desmontadas de Porsche 962 para su modificación.
Los componentes de la carrocería fueron reemplazados por paneles de fibra de carbono y kevlar ligeramente revisados. El fondo del automóvil se reemplazó con una versión plana para una mejor estabilidad a altas velocidades. Se instaló un segundo asiento y tapicería de cuero en la cabina estrecha, así como una pantalla de video para reproducción de DVD en años posteriores. Se agregó un pequeño compartimento en la parte delantera del automóvil para llevar equipaje. También se agregó un sistema de suspensión hidráulica para cumplir con los requisitos de Alemania de altura de manejo para los vehículos de calle.

## Competición
Tras los cambios de reglas en el Campeonato Mundial de Automóviles Deportivos en 1992, que vio disminuir el número de unidades Porsche 962 en Europa, incluso en las 24 Horas de Le Mans, Porsche estaba buscando formas de continuar con sus esfuerzos de la categoría. Aunque los 962 todavía eran legales en Le Mans, los vehículos fueron sujetos a regulaciones técnicas más nuevas que afectaron negativamente su rendimiento y, posteriormente, dejaron de ser competitivos frente a los principales competidores actuales de su clase.
Con la reintroducción de coches gran turismo basados en producción en 1993, el Automobile Club de l'Ouest (ACO) había creado accidentalmente un vacío legal ya que no se estableció un número específico de unidades de carretera dentro de sus requisitos de homologación. Con el éxito de Dauer en la modificación de un Porsche 962 en un auto de calle legal en 1993, Porsche vio la oportunidad de traer el 962 nuevamente a la competencia.
Con el primer automóvil de producción mostrado al público en 1993, Porsche solo tenía que cumplir con ciertos criterios de diseño, como el requisito de que los automóviles de producción tuvieran espacio de almacenamiento para una maleta típica ya se había cumplido, ya que el automóvil de calle Dauer pudo lleva el equipaje. La parte inferior plana del 962 Le Mans también se ajusta a las reglas de GT. Fueron necesarias tres modificaciones más para cumplir plenamente: el uso de neumáticos más estrechos que los del 962 Le Mans que había rodado en el Grupo C, un depósito de combustible más grande (ahora hasta 120 litros) y la reinstalación de un restrictor de aire para el motor, aunque este uno sería más grande que el que habían corrido en el Grupo C.
Los neumáticos angostos y de fondo plano del 962 Le Mans dificultarían el rendimiento del automóvil durante las vueltas largas en Le Mans, incluso con el aumento de potencia del restrictor de aire de la clase GT. Sin embargo, Porsche creía que el tanque de combustible más grande que se les permitió en la clase GT les permitiría superar esta falta de velocidad al pasar menos tiempo en boxes que los vehículos LMP1 (la clase principal), algo que es clave para una carrera de resistencia.

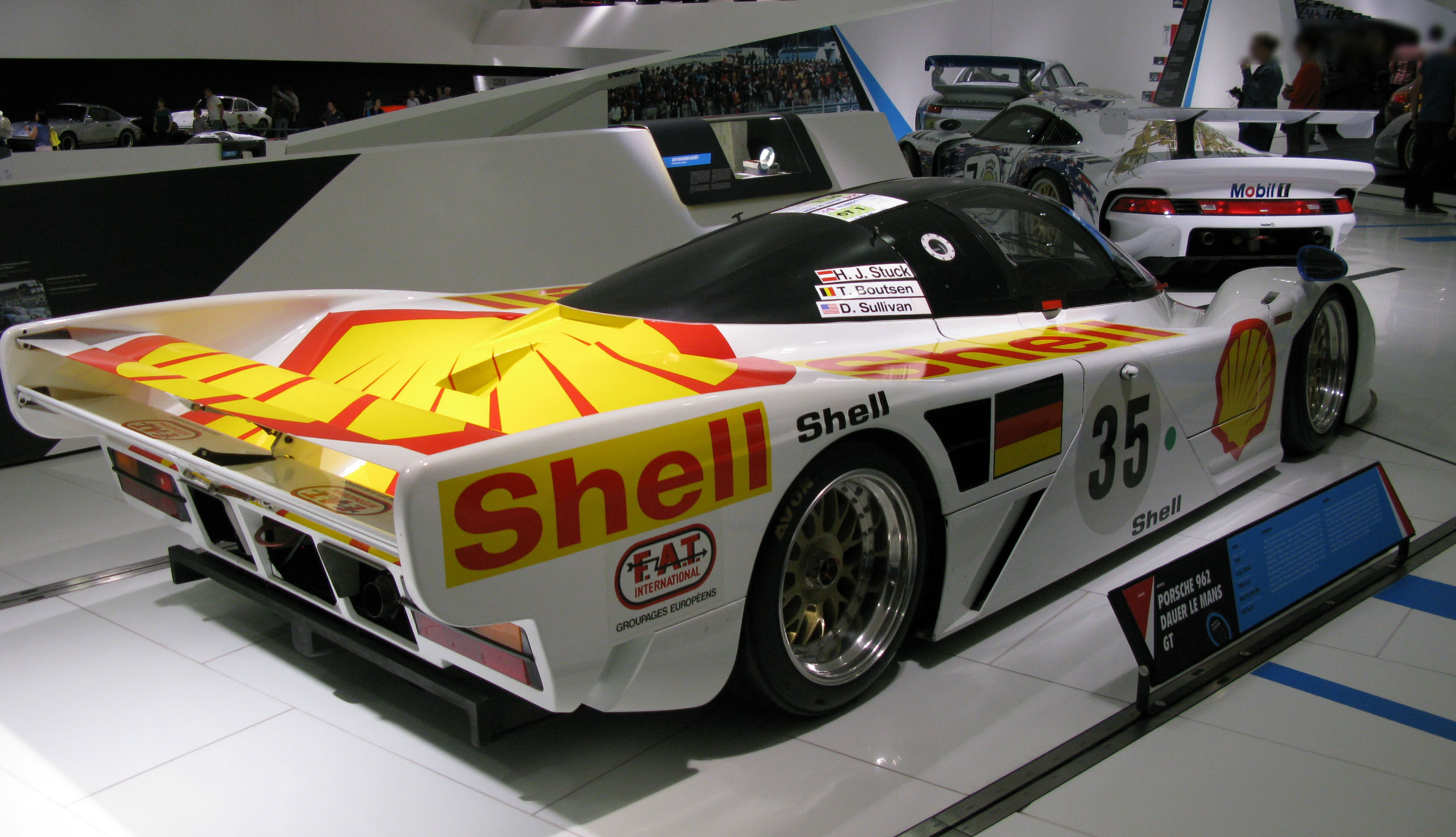
Dauer n.º 35, que finalizó tercero en Le Mans.

Se construyeron un total de dos versiones de competición del Dauer 962 Le Mans. Al llegar a Le Mans con el apoyo del equipo de carreras de fábrica de Porsche, Joest Racing, los dos Dauer demostraron que carecían del ritmo general de los mejores vehículos de LMP1 al clasificarse quinto y séptimo. Sin embargo, su ritmo en su clase se estaba haciendo añicos, ya que el siguiente de clase GT1 más cercano solo pudo alcanzar el 12º lugar. En la carrera, el plan de Porsche funcionó, ya que el Dauer 962 Le Mans pudo abrirse paso gradualmente hasta la cima de la clasificación mientras sus competidores pasaban tiempo en boxes o sucumbían a problemas mecánicos. Al final, solo un Toyota 94C-V solitario en la clase del Grupo C pudo competir con los Dauer, ocupando el segundo lugar en la general. El Dauer 962 Le Mans de Yannick Dalmas, Hurley Haywood y Mauro Baldi se llevaría la victoria general, mientras que el segundo 962 Le Mans del equipo, conducido por Hans-Joachim Stuck, Danny Sullivan y Thierry Boutsen, terminaría una vuelta atrás en el tercer lugar general.
Poco después de este evento, la ACO intentó corregir la laguna en las regulaciones de GT al establecer un requisito mínimo para que los autos de producción cumplan con los estándares de homologación. Con esto, los Dauer 962 nunca volverían a competir, ni tampoco los Porsche 962 normales. Pero ACO solo prohibió que el automóvil de estilo prototipo completo ingresara a la clase GT1 y aún permitió que algunos prototipos semideportivos relacionados con el automóvil de producción obtuvieran la homologación GT1 con solo un automóvil de calle, como el SARD MC8-R.